# Scuticaria (ryby)
Scuticaria – rodzaj ryb węgorzokształtnych z podrodziny Uropterygiinae w obrębie rodziny murenowatych (Muraenidae).

## Rozmieszczenie geograficzne
Indo-Pacyfik.

## Morfologia
Długość ciała do 140 cm.

## Systematyka
Rodzaj zdefiniowała w 1901 roku para amerykańskich ichtiologów, David Starr Jordan i John Otterbein Snyder, w artykule poświęconym przeglądowi ryb apodalnych lub węgorzowatych z wód Japonii wraz z opisami dziewiętnastu nowych gatunków, opublikowanym w czasopiśmie Proceedings of the United States National Museum. Gatunkiem typowym jest (oryginalne oznaczenie (również monotypowe)) S. tigrina. Wcześniejsze nazwy – Ichthyophis Lessona z 1828 roku i Muraenoblenna Kaupa z 1856 – stanowiły młodsze homonimy innych rodzajów kręgowców.

### Etymologia
- Ichthyophis: gr. ιχθυς ikhthus ‘ryba’[6]; οφις ophis, οφεως opheōs ‘wąż’[7]. Gatunek typowy (oznaczenie monotypowe): Ichthyophis tigrinus Lesson, 1828.
- Muraenoblenna: łac. murena ‘murena’, od gr. μυραινα muraina ‘murena’[8]; gr. βλεννος blennos ‘rodzaj ryby ze śluzem na łuskach’[9]. Gatunek typowy (oznaczenie monotypowe): Ichthyophis tigrinus Lesson, 1828.
- Scuticaria: łac. scutica ‘bicz’; przyrostek -arius-a-um ‘odnoszący się do, związany z’[10].

### Podział systematyczny
Do rodzaju należą następujące gatunki:
- Scuticaria okinawae (Jordan & Snyder, 1901)
- Scuticaria tigrina (Lesson, 1828)